# 臺南香科
臺南香科是指臺灣臺南市境內數間重要廟宇所定期舉行的「刈香」活動，包括學甲慈濟宮學甲香、佳里金唐殿蕭壠香、西港慶安宮西港香、麻豆代天府麻豆香、土城正統鹿耳門聖母廟土城仔香等等。主辦廟宇為當地的信仰中心，除學甲香為四年一科外，其餘都為三年一科，皆為三至四天左右的香期，遶境香陣前導的百足真人蜈蚣陣為其主要特色。
臺南市政府將西港香等三年一次的香科舉行的年份稱為「香科年」，該市觀光旅遊局自2012年開始每三年辦理「臺南香科年」活動。

## 名詞定義
香科的「香」指的是「刈香」，又稱「割香」。因為定期舉行所以比擬科舉，稱為香科。黃文博表示在臺南地區對「刈香」一詞的認知是指大型的遶境，而小型的遶境稱為「云庄」:10:60。
在黃文博《南瀛刈香誌》一書中，認為構成刈香的基本條件有四項:12：
- 人群廟（元廟、大廟）主辦，並有轄境角頭廟參加。
- 香期（遶境時間）在三天以上，「香路」遼闊。
- 定期或「經常性不定期」舉行，但具有歷史性。
- 香陣結構龐大而嚴密，其中必有「蜈蚣陣」。

## 各地香科
黃文博《南瀛刈香誌》、《南瀛廟會儀式誌》等書中，認為臺南地區有五個刈香實體，稱之為「五大香」:14:61。分別是學甲香、麻豆香、蕭壠香、西港香、土城香:14:61。而後臺南市政府在五大香的說法上，將安定直加弄香稱為「臺南第六大香科」。
另外安定真護宮王船祭、安定長興宮瘟王祭雖然名稱中沒有「香」，但還是被列入「臺南香科年」的活動中。

### 學甲香
學甲香由祀奉保生大帝的學甲慈濟宮主辦，原則上每逢子、辰、申年農曆三月9日至11日舉行，乃是結合學甲區上白礁謁祖祭典擴大舉行的刈香活動。在清代道光年間上白礁祭典便已略具雛形，而1981年學甲香大致發展成熟。1980年代台灣興起尋根風潮，而上白礁祭典則因此獲得當時政府所重視，資助學甲慈濟宮辦理各項藝陣比賽、建立古農村展示場，並由內政部長擔任祭典籌辦的名譽主任委員。經核定為臺南市定民俗活動，並於2022（壬寅）年，經文化部正式登錄為國家重要民俗。
香科出巡主要分為三天:
第一天為學甲南部與東部區域。
第二天為學甲北部，鹽水南部與北門東北部區域。
第三天為學甲西部與北門區域，然後到達將軍溪畔的白礁亭祭祖後返回學甲市區。
在非香科年時學甲慈濟宮亦會舉辦上白礁謁祖，走的只有第三天的路線，不包含北門區域。

### 蕭壠香
蕭壠香由祀奉代天巡狩 朱、雷、殷 府千歲(三老爺)的佳里金唐殿所主辦五朝王醮大典，迎接玉勅代天巡狩千歲爺下凡，掃除瘟疫，考核轄境神明，訪查民瘼，夑理陰陽，祁求合境平安，按察出巡。逢子、卯、午、酉三年一科，農曆正月中旬舉行，亦是南瀛五大香之中最早形成者。經核定為臺南市定民俗活動。

### 西港香
西港香被譽為臺灣第一香科，由祀奉天上聖母(媽祖)的西港慶安宮主辦，每逢丑、辰、未、戌年農曆四月舉行。經核定為臺南市定民俗活動。
民國98年「西港刈香」經文建會評定為國定民俗活動，為國家級重要的無形資產。文建會是以西港香「風俗習慣之歷史傳承與內容顯現人民生活文化典型特色」、「人民重要信仰儀式，顯示藝能特色」、「民俗藝能之發展與變遷，其構成上具有地方特色，且影響人民生活」等3項理由，將其指定為國家級重要民俗活動，並以西港慶安宮為其保存團體。
舉行香科之前慶安宮會先舉辦南巡活動，南巡重點有三:
- 前往佳里青龍宮迎請保生大帝參贊香科
- 西港慶安宮城隍境主往台南府城隍廟謁祖
- 拜訪台南各友誼宮廟

南巡參與隊伍主要由西港香境的各陣頭所組成
香科繞境主要為四天:
- 第一天為請媽祖日。到鹿耳門天后宮請媽祖，沿途經過鄉鎮依序為台南市安南區中州寮、新寮、十二佃、本淵寮然後到達鹿耳門，回程路線為新吉庄、公塭、學甲寮、十份塭，然後進入七股區的三股、永吉、十份村、九塊厝後回慶安宮。
- 第二天香路為西港西北部，七股區域與佳里區南部
- 第三天香路為西港西南部，安南區溪南寮與安定區新吉、海寮和管寮區域
- 第四天香路為西港東半部與佳里南部區域

### 麻豆香
麻豆香由祀奉代天巡狩 五府千歲的麻豆代天府主辦，每逢丑、辰、未、戌年國曆四月舉行。

### 土城香
土城香亦稱土城仔香，由祀奉天上聖母(媽祖)的土城鹿耳門聖母廟所舉行，其原本參與西港香，而後於1961年脫離西港香獨立舉辦，每逢丑、辰、未、戌年農曆三月舉辦。經核定為臺南市定民俗活動。

### 直加弄香
直加弄香又稱安定香，由安定保安宮主辦。早期的「直加弄香」為三年一科，每逢丑、辰、未、戌為香科遶境之年，且有著「年底建醮、隔年三月刈香」之慣例。 
2006年起，以「城隍夜巡」取代香科，以「三朝祈安禮斗法會」取代醮科，並於未年擴大為全香境刈香遶境。形成「直加弄香」現今三年一小科、十二年一大科的模式。